# Rick Steiner
Robert Rechsteiner (n. 9 martie 1961, Bay City, Michigan, SUA), mai cunoscut sub numele de ring Rick Steiner, este un agent imobiliar și fost wrestler american. La fel ca și fratele său Scott Steiner, și el a fost luptător de lupte greco-romane la University of Michigan. A fost catalogat ca fiind "excepțional" în NCAA.
Ca wrestler, Rick Steiner este cunoscut în special pentru munca sa din World Championship Wrestling, unde a fost de 8 ori campion mondial pe echipe (de 7 ori alături de fratele sau Scott). A luptat de asemenea și în WWF/WWE (unde a câștigat două titluri mondiale pe echipe, tot alături de Scott Steiner), în TNA dar și în Japonia. A debutat în 1983, ulterior alăturându-se sportului și fratele său Scott Steiner.
Cea mai importantă revistă de profil Pro Wrestling Illustrated a desemnat The Steiner Brothers ("tag team" format din Scott si Rick) echipa anilor 1990 și 1993. Cei doi frați au produs și Meciul Anului în 1991 împotriva lui Lex Luger și Sting.  
Este poreclit "The Dog-Faced Gremlin".